# Montnacher
Montnacher ist ein deutschsprachiger Familienname, der auch in den Varianten Montnach und Montenach vorkommt.

## Herkunft und Bedeutung
Der Familienname ist ein Örtlichkeitsname. Er leitet sich von der kleinen Ortschaft Montenach ab, die im Dreiländereck Deutschland-Frankreich-Luxemburg auf der lothringischen Seite im Département Moselle liegt.

## Verbreitung
Resultierend aus der Nähe zum Ursprungsort findet sich der Nachname Montnacher besonders häufig im Saarland, insbesondere im Kreis Saarlouis, während die Varianten Montnach und Montenach in Frankreich vorkommen.

## Bekannte Namensträger
- Manfred Montnacher (* 1935), deutscher Politiker (CDU), 1970–1975 saarländischer Landtagsabgeordneter

## Ähnlich klingender Nachname
In der Schweiz kommt der Familienname de Montenach vor. Dabei handelt es sich aber um einen Örtlichkeitsnamen zur Schweizer Gemeinde Montagny im Kanton Freiburg, deren deutscher Name ebenfalls Montenach lautet.